# Pure Reason Revolution
Pure Reason Revolution – brytyjski zespół rockowy powstały w 2003.

## Historia
Początki historii Pure Reason Revolution sięgają lat 90. i założonego w Reading przez braci Courtney’ów i Chloe Alper zespołu The Sunset Sound. Skład skompletowali gitarzysta Tom Leathes i basista Bob Cooper. Debiutancki singiel Moving dostał się na playlisty niektórych stacji radiowych, w tym Radio 1, gdzie grupę promował guru muzyki alternatywnej, Steve Lamacq.
Sunset Sound przekształciło się w Pure Reason Revolution, gdy podczas studiów na Westminster University Jon Courtney poznał Jima Dobsona i Grega Jonga. Po wydaniu pierwszego singla – Apprentice of the Universe – grupa podpisała jesienią 2004 roku kontrakt z Sony BMG. Rok 2005 przyniósł dwa kolejne single – The Bright Ambassadors of Morning i The Intention Craft. Zapożyczony z utworu Echoes grupy Pink Floyd tytuł oraz długość pierwszego z nich zostały odebrane jako czytelna deklaracja progresywnych ambicji grupy. W październiku wydany został debiutancki minialbum, zatytułowany Cautionary Tales for the Brave. Jest to ostatnie nagranie grupy, na którym słychać Grega Jonga – już wiosną został on zastąpiony w składzie zespołu przez Jamiego Wilcoxa.
Rok 2006 otwiera nowy rozdział w działalności grupy, wraz z wydanym w kwietniu pierwszym albumem długogrającym The Dark Third.
W kwietniu 2008 zespół podpisał kontrakt z niemiecką wytwórnią Superball Music i zaplanowali wydać album z tą wytwórnią. 28 listopada 2008 potwierdzili że wydadzą swój drugi album, który będzie zatytułowany Amor Vincit Omnia i będzie wydany 9 marca 2009. 5 marca 2009 roku zespół zaczął największą trasę koncertową do tej pory, w tym około 12 koncertów w Wielkiej Brytanii i około 22 na kontynencie europejskim. Singiel z albumu „Deus Ex Machina”, został wydany 24 marca 2009.
10 sierpnia 2011 zespół został rozwiązany. W 2019 zespół zagrał pierwszy po przerwie koncert, a w następnym roku wydał płytę Eupnea i zapowiedział koncerty.

## Muzycy
Obecny skład zespołu
- Jon Courtney – śpiew, gitara, keyboard (2003–2011, od 2019)
- Chloë Alper – śpiew, gitara basowa, keyboard (2003–2011, od 2019)

Byli członkowie
- Jamie Willcox – śpiew, gitara (2005–2011)
- Paul Glover – perkusja (2006–2011)
- Greg Jong – wokal, gitara
- Jim Dobson – keyboard, gitara basowa, skrzypce, gitara, śpiew
- Andrew Courtney – perkusja

## Dyskografia

### Albumy
- The Dark Third (2006)
- Amor Vincit Omnia (2009)
- Hammer and Anvil (2010)
- Eupnea (2020)

### Mini-albumy
- Cautionary Tales for the Brave (2005)

### Single
- Apprentice of the Universe (2004)
- The Bright Ambassadors of Morning (2005)
- The Intention Craft (2005)
- Victorious Cupid (2007)
- Deus Ex Machina (2009)